# Музей історії Дарницького вагоноремонтного заводу
Музе́й істо́рії Да́рницького вагоноремо́нтного заво́ду — музей у місті Києві, у складі Дарницького вагоноремонтного заводу.

## Історія
Музей створено у вересні 1965 року. Спочатку — у вигляді кімнати в Будинку культури заводу. Згодом — експонати перенесли до вестибюля інженерного корпусу.
У 2005 році, до 70-річчя заводу, музей повністю реконструювали і виділили під нього окремі приміщення.

## Експозиція
Музей складається з трьох зал. Перша — присвячена будівництву Дарницького вагоноремонтного заводу та житлового масиву для вагоноремонтників, евакуації заводу у Свердловськ, Саратов та Канаш під час Другої світової війни та повоєнній відбудові підприємства. Друга — історії заводу від 1950-х і до кінця XX століття. Третя — історії заводу у XXI столітті.